# NGC 2461
NGC 2461 је појединачна звезда у сазвежђу Рис која се налази на NGC листи објеката дубоког неба.
Деклинација објекта је + 56° 40' 26" а ректасцензија 7h 56m 26,2s. Привидна величина (магнитуда) објекта NGC 2461 износи 11,9.